# 슈퍼 챌린저 코리아
《슈퍼 챌린저 코리아》는 tvN에서 2012년 10월 26일부터 2012년 12월 14일까지 방송되었던 TV 프로그램이다. 우승자는 스탠다드차타드은행에 정규 입사하게 되며, 해외 인턴십 및 자기 계발비 3천만원을 받게 된다. 박윤서가 박민진을 꺾고 최종 우승을 차지했다.